# 野麻湾堡遗址
野麻湾堡遗址，位于中国甘肃省嘉峪关市，为一个省级文物保护单位，类型为古遗址。
野麻湾堡遗址的历史年代为明代。